# Comuna Kungsbacka
Kungsbacka (Kungsbacka kommun) este o comună din comitatul Hallands län, Suedia, cu o populație de 77.390 locuitori (2013).

## Geografie

### Zone urbane
Lista celor mai mari zone urbane din comună (anul 2015) conform Biroului Central de Statistică al Suediei:
| Nr | Zona urbană   | Pop.   |
| -- | ------------- | ------ |
| 1  | Billdal       | 14.874 |
| 2  | Onsala        | 12.275 |
| 3  | Åsa           | 6.084  |
| 4  | Vallda        | 3.929  |
| 5  | Frillesås     | 2.832  |
| 6  | Fjärås kyrkby | 2.385  |
| 7  | Halla Heberg  | 1.647  |
| 8  | Västra Hagen  | 1.319  |
| 9  | Hagryd-Dala   | 875    |
| 10 | Buerås        | 754    |

Cel mai mare oraș este Kungsbacka (cu 19.057 locuitori în 2010), dar acesta este inclus în zona urbană Göteborg a comunei vecine de la nord.

## Demografie
| \| Evoluția demografică în comuna Kungsbacka, 1970–2015 \| Evoluția demografică în comuna Kungsbacka, 1970–2015 \| Evoluția demografică în comuna Kungsbacka, 1970–2015 \| Evoluția demografică în comuna Kungsbacka, 1970–2015 \| Evoluția demografică în comuna Kungsbacka, 1970–2015 \| \| ----------------------------------------------------------------------------------------------------- \| ---------------------------------------------------- \| ---------------------------------------------------- \| ---------------------------------------------------- \| ---------------------------------------------------- \| \| An \| \| \| Locuitori \| \| \| 1970 \| 1970 \| \| 29007 \| 29007 \| \| 1975 \| 1975 \| \| 38353 \| 38353 \| \| 1980 \| 1980 \| \| 43536 \| 43536 \| \| 1985 \| 1985 \| \| 48760 \| 48760 \| \| 1990 \| 1990 \| \| 54220 \| 54220 \| \| 1995 \| 1995 \| \| 60915 \| 60915 \| \| 2000 \| 2000 \| \| 65113 \| 65113 \| \| 2005 \| 2005 \| \| 69817 \| 69817 \| \| 2010 \| 2010 \| \| 75025 \| 75025 \| \| 2015 \| 2015 \| \| 79144 \| 79144 \| \| Sursa: SCB - Statistika Centralbyrån, Folkmängd efter region, civilstånd, ålder och kön. År 1968–2016 \| \| \| \| \| |      |  |           |       |
| Evoluția demografică în comuna Kungsbacka, 1970–2015 |      |  |           |       |
| An |      |  | Locuitori |       |
| 1970 | 1970 |  | 29007     | 29007 |
| 1975 | 1975 |  | 38353     | 38353 |
| 1980 | 1980 |  | 43536     | 43536 |
| 1985 | 1985 |  | 48760     | 48760 |
| 1990 | 1990 |  | 54220     | 54220 |
| 1995 | 1995 |  | 60915     | 60915 |
| 2000 | 2000 |  | 65113     | 65113 |
| 2005 | 2005 |  | 69817     | 69817 |
| 2010 | 2010 |  | 75025     | 75025 |
| 2015 | 2015 |  | 79144     | 79144 |
| Sursa: SCB - Statistika Centralbyrån, Folkmängd efter region, civilstånd, ålder och kön. År 1968–2016 |      |  |           |       |